# محمد حسن جبل
محمد حسن جبل، لغوي وأكاديمي مصري. ولد في يوم الثلاثاء 21 شوال 1349 هـ الموافق 10 مارس 1931 م بقرية «تيدة» التابعة لمركز «سيدي سالم»، بمحافظة كفر الشيخ.

## التعليم
أتم محمد حسن جبل حفظ القرآن الكريم في سن الثانية عشرة. ثم التحق بمعهد دسوق الديني الأزهري، حيث أتم به الدراسة الابتدائية (تسمى الإعدادية حاليًا) في مايو 1947م. ثم انتقل إلى مدينة طنطا، ليلتحق بالمعهد الأحمدي، حيث أتمّ دراسته الثانوية – وكانت مدتها خمس سنوات – في مايو 1952م.
وقد حصل في الوقت نفسه تقريبًا – وعن طريق الدراسة المنزلية – على ما كان يسمى شهادة الثقافة (1952م)، ثم ما كان يسمى بـ"التوجيهية"- وهي الثانوية العامة الآن" – في (1953).
التحق بكلية اللغة العربية بالقاهرة، وكانت تحتشد بالأكابر من أهل العلم والفضل الذين درّسوا له، ليحصل منها على الشهادة العالية في مايو (1956م) بمجموع درجات يساوى تقدير «جيد جدًا».
وفي الوقت نفسه، تقريبًا، التحق بكلية الآداب- وقد أهله للالتحاق بها حصوله على الثانوية العامة كما سبق ذكره- قسم الدراسات الفلسفية والاجتماعية، وحصل منها على درجة الليسانس في مايو (1957م)، بتقدير «جيد».
وأعقب ذلك حصوله على دبلوم عام في التربية من جامعة عين شمس (1956م) ثم حصوله لاحقًا على دبلوم خاص في التربية من الجامعة نفسها في (1965م)
التحق عام (1965م) بكلية اللغة العربية بالقاهرة للحصول على درجة الماجستير في أصول اللغة. وكان نظام الدراسة للحصول على هذه الدرجة، آنذاك، هو دراسة سنتين، بامتحان في نهاية كل سنة، ثم بتقديم بحث (= رسالة صغيرة) في نهاية السنة الثانية، يناقش مناقشة علمية. حصل على الماجستير عام (1967م).
ثم واصل دراسته في الكلية نفسها، ليحصل منها على درجة الدكتوراه بعد تسع سنوات في تخصص أصول اللغة (= فقه اللغة/ علم اللغة)، في (1976م). وكان عنوان رسالته: «أصول معاني ألفاظ القرآن الكريم».

## سيرته المهنية
بحصوله على الشهادة العالية (1956م)، وعلى الدبلوم العام في التربية، عُيَّن مدرسًا للغة العربية بمدارس وزارة التربية والتعليم (إعدادي – ثانوي – فني- معلمين) بدءًا من (22/ 10/ 1957م) حتى (6/ 9/ 1977م) (أي مدة عشرين عامًا تقريبًا).
في أثناء عمله بوزارة التربية والتعليم أُعير مرتين:
الأولى: إلى دولة «سيراليون»- بغرب أفريقيا- في المدة من أبريل 1961م، حتى سبتمبر 1964م. وقد درّس فيها مواد اللغة العربية والدين الإسلامي بمدارس ابتدائية، ثم ثانوية.
الثانية: إلى دولة «نيجيريا»، بدءًا من نوفمبر (1972م) حتى (1975م)، حيث درّس علوم العربية والإسلام بكلية «الآداب والعلوم العربية»، بمدينة «سُكُتو»، بشمال نيجيريا.
بعد حصوله على درجة الدكتوراه، في أبريل (1976م)، عُيَّن مدرسًا لأصول اللغة، بكلية اللغة العربية بالمنصورة. وتسلم عمله فيها في (7/ 9/ 1977م).
ترقّى في السلم الأكاديمي (والإداري) الجامعي بعد ذلك، فحصل على لقب «أستاذ مساعد» في (1982م)، ثم على لقب «أستاذ» في (1988م)، ثم عُيَّن وكيلاً، فعميدًا للكلية لمدة ثماني سنوات متصلة، بدءًا من (1988م) حتى (1996م). ثم عُيَّن «أستاذًا متفرغًا» بالكلية نفسها من (1996م) حتى (2001م).
- ثم انتقل إلى كلية القرآن الكريم في طنطا، ليعمل بها من (2001م) حتى وفاته (24/ 3/ 2015م).
- خلال عمله بكلية اللغة العربية بالمنصورة، أعير لمدة أربع سنوات (1984- 1988م) إلى كلية اللغة العربية (جامعة أم القرى بالمملكة العربية السعودية).

## كتبه
- كتاب «المختصر في أصوات اللغة العربية» الذي حرّر فيه مخارج أصوات العربية، وصفاتها، وحلّ عضال الأصوات المشكلة (الضاد- القاف- الطاء)، إلخ.
- كتاب «المعنى اللغوي» الذي أصّل فيه لنظرية عربية في «المعنى»، تقف شامخة أمام سائر النظريات الأوربية، مع نقده لهذه الأخيرة نقدًا علميًا موضوعيًا.
- كتاب «علم الاشتقاق» ففيه وضع شبه كامل لحدود هذا العلم، ومسائله، وتقسيماته مما لم يسبق إليه.
- كتاب «علم فقه اللغة» تأصيل لهذا العلم، ومباحثه، كذلك، ودرء لشبهة النظر إليه على أنه «فن» لا «علم».
- كتاب «الاستدراك على المعاجم العربية» استدراك غير مسبوق على أكبر معجمين عربيين (لسان العرب لابن منظور، وتاج العروس للزبيدي).
- كتاب «وثاقة نقل النص القرآني من رسول الله إلى أمته» الذي عيَّن فيه عددًا من الصحابة الذين عرضوا القرآن الكريم على النبي الأكرم، ممن لم يذكروا في هذا الصدد من قبل، وحدّد صور تبليغ النبي الأكرم القرآن الكريم لأصحابه شفهيًا، إلخ.
- كتاب «التلقي والأداء في القراءات القرآنية» الذي حرّر فيه بعض مصطلحات هذا الفرع المعرفي، وحرَّر المشكلات الخاصة بأداء بعض الأصوات، إلخ،
- كتاب «الرد على المستشرق اليهودي جولد تسيهر في مطاعنه على القراءات القرآنية» وفيه ردّ علمي موضوعي على هذه المطاعن.
- كتاب «القضية القرآنية الكبرى: حديث نزول القرآن على سبعة أحرف». وضع فيه تفسير علمي رصين مؤصل لهذا الحديث الذي كثر الكلام حول تفسيره بين القدماء والمحدثين دون حسم.
- كتاب «من القضايا الكبرى في القراءات القرآنية».
- كتاب «المعجم الاشتقاقي المؤصل لألفاظ القرآن الكريم» الذي صدر في أربعة مجلدات كبيرة. وهو المعجم الذي أصّل فيه لغويًا لمعاني ألفاظ التنزيل العزيز، تأصيلاً علميًا رصينًا مكينًا.

## وفاته
توفي في يوم الأربعاء 5 جمادى الآخرة 1436 هـ الموافق 25 مارس 2015 م.